# تپه اوینه چی
تپه اوینه چی مربوط به سدهٔ ۶ تا ۸ ه.ق است و در شهرستان بوکان، بخش سیمینه، دهستان بهی دهبکری، روستای اوینه چی واقع شده و این اثر در تاریخ ۷ اسفند ۱۳۸۵ با شمارهٔ ثبت ۱۷۷۷۴ به‌عنوان یکی از آثار ملی ایران به ثبت رسیده است.